# NGC 4835A
NGC 4835A (другие обозначения — ESO 269-15, FGCE 1010, IRAS12543-4606, PGC 44271) — спиральная галактика (Sc) в созвездии Центавр.
Этот объект не входит в число перечисленных в оригинальной редакции «Нового общего каталога» и был добавлен позднее.